# Rubus patuliformis
Rubus patuliformis är en rosväxtart som beskrevs av Henri L. Sudre. Rubus patuliformis ingår i släktet rubusar, och familjen rosväxter. Inga underarter finns listade i Catalogue of Life.